# Milford (Maine)
Milford ist eine Town im Penobscot County des Bundesstaates Maine in den Vereinigten Staaten. Im Jahr 2020 lebten dort 3069 Einwohner in 1429 Haushalten auf einer Fläche von 118,62 km².

## Geografie
Nach dem United States Census Bureau hat Milford eine Gesamtfläche von 118,62 km², von der 118,18 km² Land sind und 0,44 km² aus Gewässern bestehen.

### Geografische Lage
Milford liegt im Süden des Penobscot Countys. Die westliche Grenze des Gebietes der Town bildet der Penobscot River. Mehrere kleinere Flüsse durchfließen das Gebiet von Milford und münden in ihn, der größte ist der zentral in westlicher Richtung fließende Sunkhaze Stream. Es gibt nur kleinere Seen auf dem Gebiet. Die Oberfläche ist eben, ohne nennenswerte Erhebungen. Auf dem Gebiet der Town liegt das Sunkhaze Meadows National Wildlife Refuge.

### Nachbargemeinden
Alle Entfernungen sind als Luftlinien zwischen den offiziellen Koordinaten der Orte aus der Volkszählung 2010 angegeben.
- Norden: Greenbush, 8,8 km
- Osten: East Central Penobscot, Unorganized Territory, 18,1 km
- Süden: Bradley, 11,2 km
- Westen: Old Town, 13,6 km
- Nordwesten: Argyle, Unorganized Territory, 12,9 km

### Stadtgliederung
In Milford gibt es mehrere Siedlungsgebiete: Costigan, Milford und North Milford.

### Klima
Die mittlere Durchschnittstemperatur in Milford liegt zwischen −7,8 °C (18 °F) im Januar und 20,6 °C (69 °F) im Juli. Damit ist der Ort gegenüber dem langjährigen Mittel der USA um etwa 9 Grad kühler. Die Schneefälle zwischen Oktober und Mai liegen mit bis zu zweieinhalb Metern mehr als doppelt so hoch wie die mittlere Schneehöhe in den USA; die tägliche Sonnenscheindauer liegt am unteren Rand des Wertespektrums der USA.

## Geschichte
Die Besiedlung in dem Gebiet startete 1800. Milford wurde am 28. Februar 1833 als eigenständige Town organisiert. Zuvor bestand eine Organisation als Sunkhaze Plantation. Ursprünglich wurde es als Township No. 3 Old Indian Purchase, East of Penobscot River (T3 OIP EPR) bezeichnet.
Vermessen wurde das Gebiet ab 1801 im Auftrag von Massachusetts. Einer der Vermesser, Joseph Butterfield, kehrte mit seiner Familie im Jahr 1802 zurück und ließ sich hier nieder. Eine erste Sägemühle wurde 1826 gebaut. Weitere folgten.
Das Bodwell Water Power Company Plant ist ein historisches Bauwerk und Wahrzeichen am Ufer des Penobscot River.

### Einwohnerentwicklung
| Volkszählungsergebnisse – Town of Milford, Maine | Volkszählungsergebnisse – Town of Milford, Maine | Volkszählungsergebnisse – Town of Milford, Maine | Volkszählungsergebnisse – Town of Milford, Maine | Volkszählungsergebnisse – Town of Milford, Maine | Volkszählungsergebnisse – Town of Milford, Maine | Volkszählungsergebnisse – Town of Milford, Maine | Volkszählungsergebnisse – Town of Milford, Maine | Volkszählungsergebnisse – Town of Milford, Maine | Volkszählungsergebnisse – Town of Milford, Maine | Volkszählungsergebnisse – Town of Milford, Maine |
| Jahr                                             | 1800                                             | 1810                                             | 1820                                             | 1830                                             | 1840                                             | 1850                                             | 1860                                             | 1870                                             | 1880                                             | 1890                                             |
| ------------------------------------------------ | ------------------------------------------------ | ------------------------------------------------ | ------------------------------------------------ | ------------------------------------------------ | ------------------------------------------------ | ------------------------------------------------ | ------------------------------------------------ | ------------------------------------------------ | ------------------------------------------------ | ------------------------------------------------ |
| Einwohner                                        |                                                  |                                                  |                                                  |                                                  | 474                                              | 687                                              | 744                                              | 827                                              | 734                                              | 835                                              |
| Jahr                                             | 1900                                             | 1910                                             | 1920                                             | 1930                                             | 1940                                             | 1950                                             | 1960                                             | 1970                                             | 1980                                             | 1990                                             |
| Einwohner                                        | 838                                              | 967                                              | 1128                                             | 1203                                             | 1264                                             | 1435                                             | 1572                                             | 1828                                             | 2160                                             | 2884                                             |
| Jahr                                             | 2000                                             | 2010                                             | 2020                                             | 2030                                             | 2040                                             | 2050                                             | 2060                                             | 2070                                             | 2080                                             | 2090                                             |
| Einwohner                                        | 2950                                             | 3070                                             | 3069                                             |                                                  |                                                  |                                                  |                                                  |                                                  |                                                  |                                                  |

## Kultur und Sehenswürdigkeiten

### Bauwerke
In Milford wurden zwei Bauwerke unter Denkmalschutz gestellt und ins National Register of Historic Places aufgenommen.
- Bodwell Water Power Company Plant, 1988 unter der Register-Nr. 88001842.[9]
- Milford Congregational Church, 1989 unter der Register-Nr. 89000841.[10]

### Parks
Das Sunkhaze Meadows National Wildlife Refuge liegt zentral auf dem Gebiet von Milford. Es besteht aus Mooren, Sümpfen und Auenwäldern und ist das zweitgrößte Moorlandgebiet im Bundesstaat Maine. Mit elf verschiedenen Ökosystemen wird es von mehr als 140 Vogelarten frequentiert und vom US-amerikanischen Fish & Wildlife Service verwaltet.

## Wirtschaft und Infrastruktur

### Verkehr
Durch Milford verläuft entlang des Ostufers des Penobscot Rivers in nordsüdliche Richtung der U.S. Highway 2.

### Öffentliche Einrichtungen
In Milford gibt es keine medizinischen Einrichtungen oder Krankenhäuser. Nächstgelegene Einrichtungen für die Bewohner von Milford befinden sich in Orono und Bangor.
Milford besitzt keine eigene Bücherei. Die nächstgelegene befindet sich in Old Town.

### Bildung
Für die Schulbildung in Milford ist das Milford School Department zuständig. In Milford befindet sich die Dr. Lewis S. Libby School, mit Schulklassen von Kindergarten bis zum 8. Schuljahr.

## Persönlichkeiten

### Söhne und Töchter der Stadt
- Rebecca Jane Dalton (1918–2009), Schriftstellerin

### Persönlichkeiten, die vor Ort gewirkt haben
- Orchard Cook (1763–1819), Politiker